# Seewoog (Ramstein-Miesenbach)
Seewoog ist ein kleiner See in Ramstein-Miesenbach im Landkreis Kaiserslautern (Rheinland-Pfalz). Der See ist von einem Naherholungsgebiet mit Wäldern und Feuchtgebieten umgeben.

## Geographie
Der Seewoog wurde künstlich angelegt und wird über eine Pumpanlage mit Wasser versorgt. Der künstliche Zulauf liegt im Osten, der Ablauf im Westen. Der See verläuft in Ost-West-Richtung im Nordosten von Ramstein-Miesenbach nördlich der Landesstraße 356 am Rande der Ortsbebauung.

## Flora
Dominierende Pflanzenbestände im Uferbereich sind Schilf, Rohrkolben und Seerosen.

## Fauna
Zu den nachgewiesenen Arten zählen die Große Teichmuschel, Kröten und Frösche, Barrenringelnattern, seltene Libellenarten wie der Zweifleck, Schwimmkäfer, Sumpfschrecke und Blauflügelige Ödlandschrecke. An Fischen finden sich u. a. Rotauge, Rotfeder, Moderlieschen, Hecht und Flussbarsch. Aufgrund des hohen Bestandes an Fischen sind Amphibien selten. Aber auch für Vögel ist der See Lebensraum. So wurden der seltene Flussuferläufer gesichtet, aber auch Enten, Graureiher und Rallen.

## Kultur
Unmittelbar am See befindet sich der Seewoog-Spielplatz, an dem jährlich das Seewoogfest stattfindet.

## Tourismus
Am Seewoog führt der Barbarossa-Radweg vorbei.